# Aeroport d'Ulongué
L'aeroport d'Ulongué (codi IATA: -, codi OACI: FQUG) és un aeroport que serveix Ulongué, a la província de Tete a Moçambic.